# Lac Apicikatew
Lac Apicikatew är en sjö i Kanada.   Den ligger i regionen Mauricie och provinsen Québec, i den sydöstra delen av landet, 400 km norr om huvudstaden Ottawa. Lac Apicikatew ligger 399 meter över havet. Arean är 0,48 kvadratkilometer. Den ligger vid sjön Lac Kapemihikatek. Den sträcker sig 1,5 kilometer i nord-sydlig riktning, och 1,0 kilometer i öst-västlig riktning.
I omgivningarna runt Lac Apicikatew växer i huvudsak barrskog. Trakten runt Lac Apicikatew är nära nog obefolkad, med mindre än två invånare per kvadratkilometer.